# 언틸 던: 러시 오브 블러드
《언틸 던: 러시 오브 블러드》(Until Dawn: Rush of Blood)는 수퍼매시브 게임스가 개발하고 소니 인터랙티브 엔터테인먼트가 출시한 서바이벌 호러 1인칭 슈팅 게임의 하나로서, 2016년 10월 13일 플레이스테이션 4 상의 플레이스테이션 VR 플랫폼용으로 전 세계에 출시되었다. 《언틸 던》의 스핀 오프 게임으로, 움직이지 않는 물체와 살아있는 적들을 쏘면서 공포 주제의 롤러코스터를 타는 플레이어를 그리고 있다.

## 개발
《언틸 던》의 성공 이후, 《언틸 던: 러시 오브 블러드》가 2015년 10월에 개발 예정이라는 소문이 있었으며 11월 플레이스테이션 VR을 위한 타이틀로 발표되었다.